# 187447 Johnmester
187447 Johnmester este o planetă minoră (asteroid) din centura de asteroizi. A fost descoperită pe 29 noiembrie 2005 la Goodricke-Pigott Observatory⁠(d) de Vishnu Reddy⁠(d). 
Obiectul prezintă o orbită caracterizată de o semiaxă mare de 2,7082473497958 UAi, o excentricitate de 0,21845940472939, o înclinație de 15,03930664327 ° în raport cu ecliptica.